# Deltocyathus taiwanicus
Espèce
Statut CITES
Deltocyathus taiwanicus est une espèce de coraux appartenant à la famille des Deltocyathidae ou Caryophylliidae.

## Publication originale
- Hu, 1987 : Unusual fossil corals from Hengchun Peninsula, southern Taiwan. Memoirs of the Geological Society of China, no 8, p. 31-48.